# King Kong: Jean-Luc Ponty Plays the Music of Frank Zappa
King Kong: Jean-Luc Ponty Plays the Music of Frank Zappa je studiové album francouzského jazzového houslisty Jean-Luc Pontyho, vydané v roce 1970 u Liberty Records. Na albu se podílel i Frank Zappa, který napsal i většinu skladeb.

## Seznam skladeb
Všechny skladby napsal(i) Frank Zappa, pokud není uvedeno jinak. 
| Strana 1 | Strana 1                                    | Strana 1       | Strana 1 |
| Pořadí   | Název                                       | Autor          | Délka    |
| -------- | ------------------------------------------- | -------------- | -------- |
| 1.       | King Kong                                   |                | 4:54     |
| 2.       | Idiot Bastard Son                           |                | 4:00     |
| 3.       | Twenty Small Cigars                         |                | 5:35     |
| 4.       | How Would You Like to Have a Head Like That | Jean-Luc Ponty | 7:14     |

| Strana 2 | Strana 2                                           | Strana 2 |
| Pořadí   | Název                                              | Délka    |
| -------- | -------------------------------------------------- | -------- |
| 1.       | Music for Electric Violin and Low-Budget Orchestra | 19:20    |
| 2.       | America Drinks and Goes Home                       | 2:39     |

## Sestava
- Jean-Luc Ponty – housle, elektrické housle, baryton housle
- Frank Zappa – kytara
- John Guerin – bicí
- Buell Neidlinger – baskytara
- George Duke – piáno
- Art Tripp – bicí
- Ian Underwood – tenor saxofon
- Ernie Watts – alt a tenor saxofon
- Harold Bemko – violoncello
- Donald Christlieb – fagot
- Gene Cipriano – anglický roh, hoboj
- Vincent DeRosa – francouzský roh
- Gene Estes – perkuse, vibrafon
- Milton Thomas – viola